# كاسا الثالثة
كاسا الثالثة (بالإنجليزية: CASA III)‏ هي طائرة تدريب أنتجت في إسبانيا. من صناعة إيادس كاسا. كان أول طيران لها في 2 يوليو 1929.